# کن بانیستر
کن بانیستر (انگلیسی: Ken Bannister؛ زادهٔ ۱ آوریل ۱۹۶۰) بازیکن بسکتبال اهل ایالات متحده آمریکا است.
از باشگاه‌هایی که در آن بازی کرده‌است می‌توان به لس آنجلس کلیپرز و نیویورک نیکس اشاره کرد.